# 輪舞曲 〜ロンド〜
『輪舞曲 〜ロンド〜』は、2003年10月に公開された喜屋武靖監督による日本映画。2003年12月に『輪舞曲 〜誘惑のしらべ〜』のタイトルでDVDがリリースされた。
喫茶店の店長の香織、ストリートミュージシャンの邦彦、フリーライターのさやかを中心に展開する幻想的な恋物語。主演は元ギリギリガールズの原田里香。

## キャスト
- 花園香織：原田里香
- 児玉邦彦：吉岡毅志
- 星野俊樹：高槻純
- 梢さやか：永井正子
- 枇杷野千鶴：前田綾花
- 高井美紀：清水沙映
- 風見順子：斎藤亜希子
- 網家功美：山本竜二
- 出川編雄：山内章弘
- 広田告司：古澤龍児
- 水野道子：玉城ちはる
- 八里手郁代：丸戸ケイ
- 朱羅針児：高城ツヨシ
- 賀木頓沃：阪口拓也
- 稚倶逐生：石飛篤史
- 照須政子：麻乃なつ希
- 目加田益之：なかみつせいじ
- 烏帽子雄二：松山鷹志
- 月読佳久夜：黒沢あすか（友情出演）
- 凌波虹珠：李丹